# James Albert Bonsack
Pour les articles homonymes, voir Bonsack.

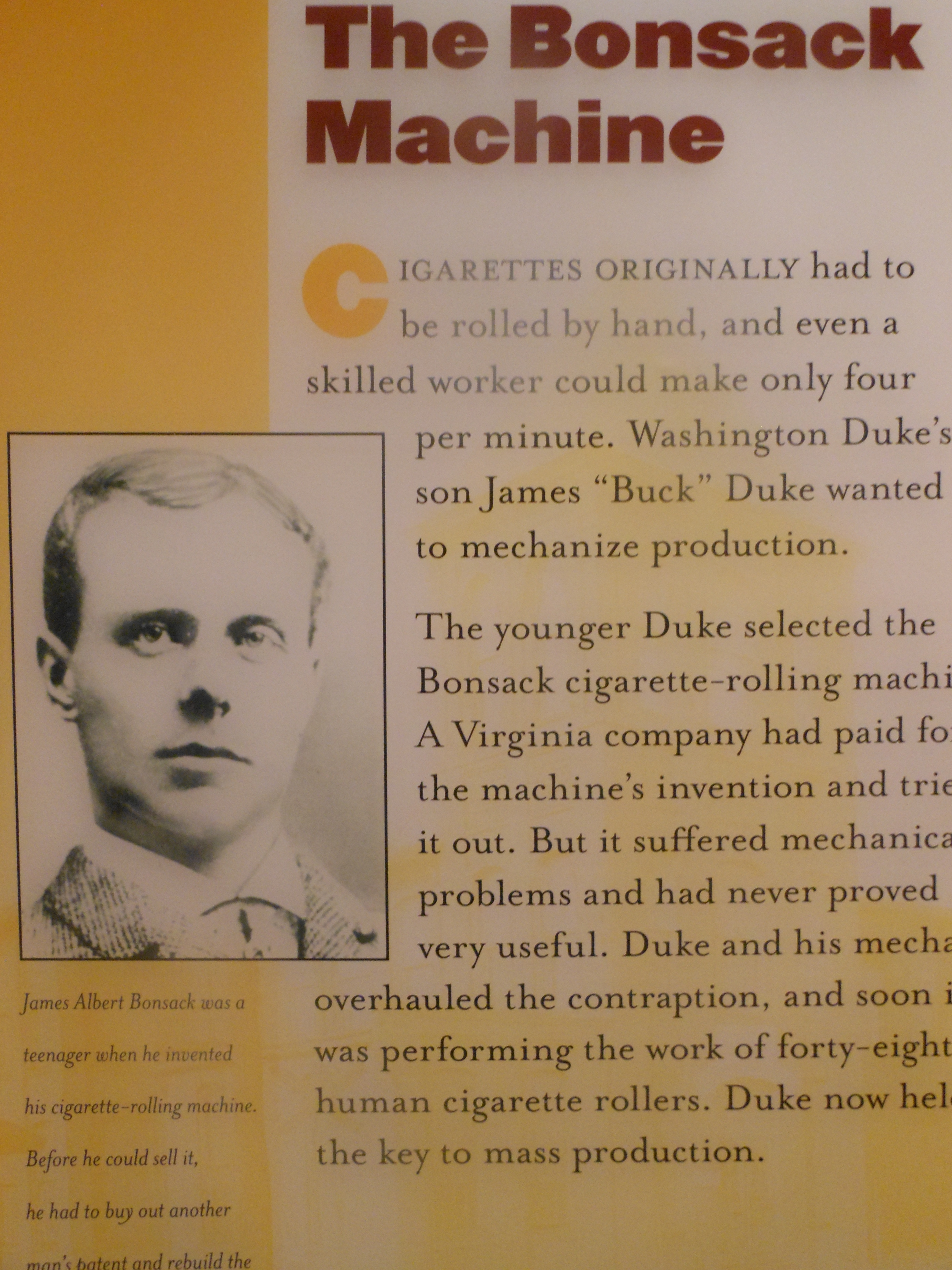
James Albert Bonsack

James Albert Bonsack (né le 9 octobre 1859, mort le 1er juin 1924) est un inventeur américain qui a inventé la première machine à rouler les cigarettes en 1880.
Dans les années 1870, le procédé manuel était trop lent pour satisfaire la demande, et une compagnie de Richmond a offert un prix pour celui qui serait capable de concevoir une machine. Bonsack a relevé le défi, mais son premier prototype a été détruit par un incendie. Il le reconstruit et dépose un brevet en septembre 1880. Sa machine permettait de produire 200 cigarettes par minute, soit 120 000 par jour, ce qui a révolutionné l'industrie du tabac, et donna un quasi-monopole à l'American Tobacco Company (en) et à son propriétaire l'industriel James Buchanan Duke.
James Albert Bonsack est mort le 1er juin 1924 des suites d'un cancer des poumons. 

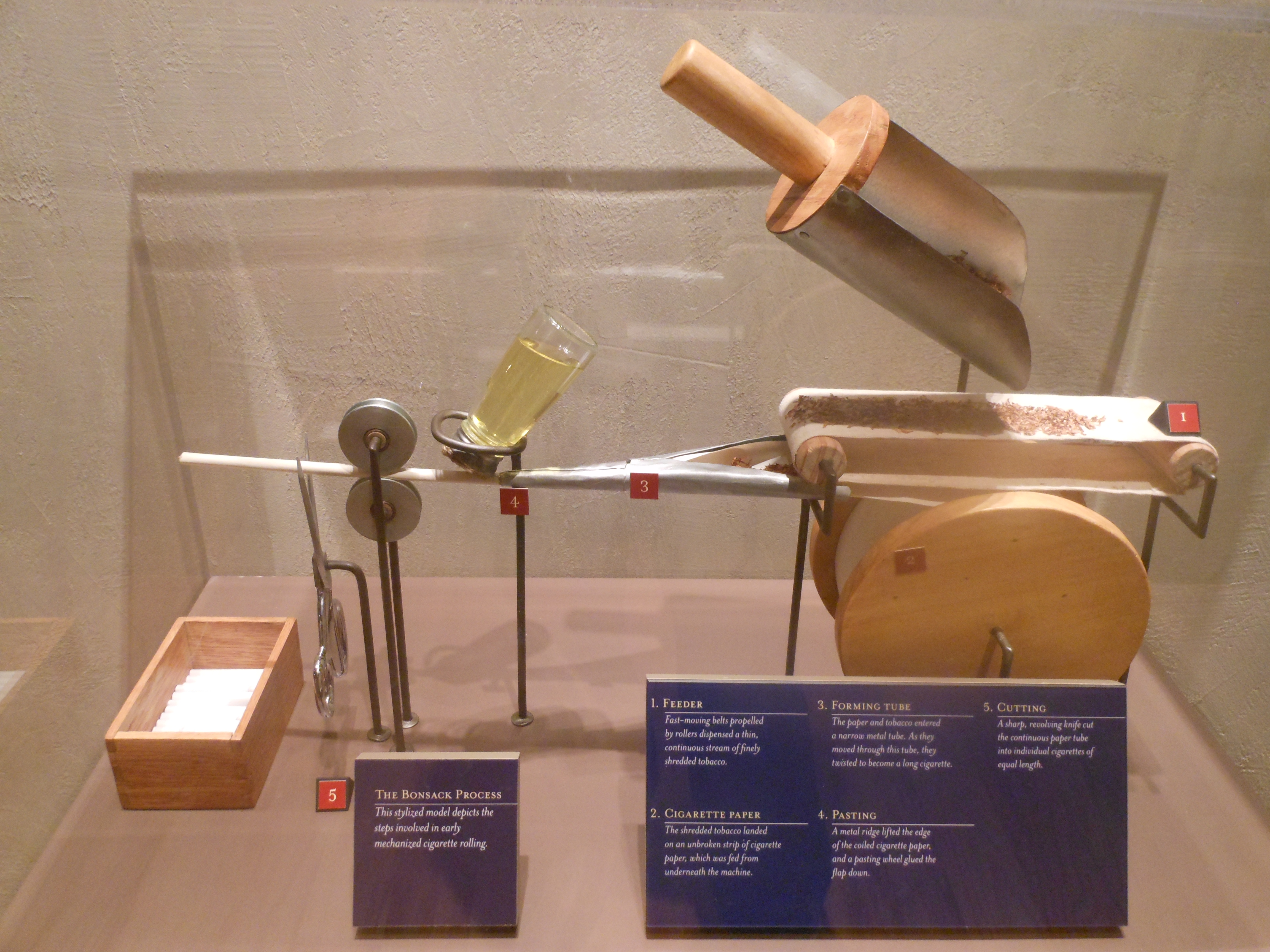
Prototype de la machine à rouler les cigarettes
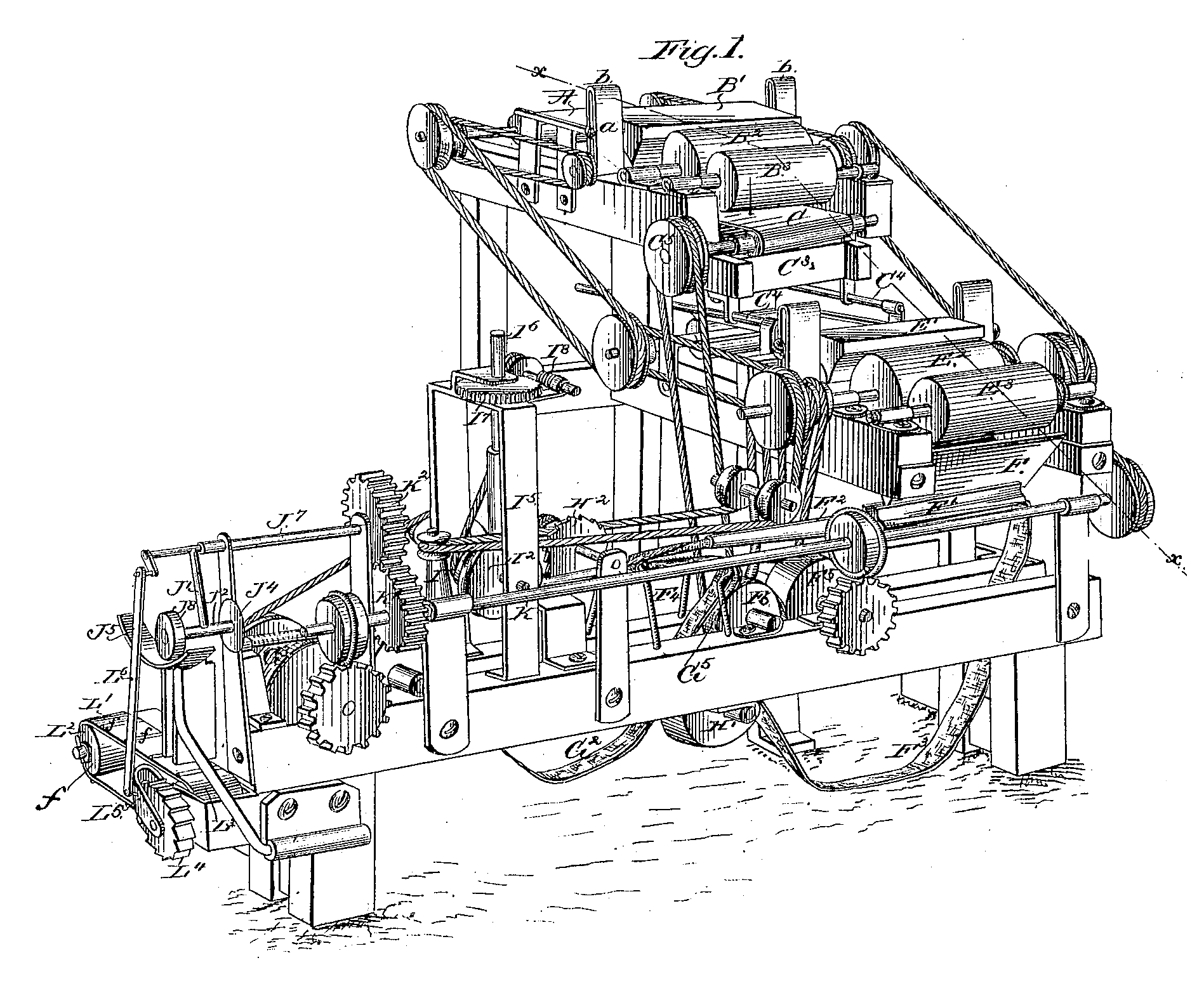
La machine telle qu'indiquée dans le brevet de 1880